# Robert Lowery (attore)
Robert Lowery Hanks (Kansas City, 17 ottobre 1913 – Los Angeles, 26 dicembre 1971) è stato un attore statunitense, noto per essere stato il secondo attore ad impersonare Batman.

## Biografia
È stato sposato con l'attrice Jean Parker. È morto a 58 anni per insufficienza cardiaca.

## Filmografia parziale

### Cinema
- Ambizione (Come and Get It), regia di Howard Hawks (1936)
- Charlie Chan a Reno (Charlie Chan in Reno), regia di Norman Foster (1939)
- La più grande avventura (Drums Along the Mohawk), regia di John Ford (1939)
- Four Sons, regia di Archie Mayo (1940)
- La via delle stelle (Star Dust), regia di Walter Lang (1940)
- Il segno di Zorro (The Mark of Zorro), regia di Rouben Mamoulian (1940)
- Charlie Chan e la crociera del terrore (Charlie Chan's Murder Cruise), regia di Eugene Forde (1940)
- Fuoco a oriente (The North Star), regia di Lewis Milestone (1943)
- Tarzan contro i mostri (Tarzan's Desert Mystery), regia di Wilhelm Thiele (1943)
- The Mummy's Ghost, regia di Reginald Le Borg (1944)
- Dark Mountain, regia di William Berke (1944)
- Batman and Robin, regia di Spencer Gordon Bennet (1949)
- Western Pacific Agent, regia di Sam Newfield (1950)
- Il tesoro del fiume sacro (Crosswinds), regia di Lewis R. Foster (1951)
- Frustateli senza pietà (Cow Country), regia di Lesley Selander (1953)
- La signora dalle due pistole (Two-Gun Lady), regia di Richard Bartlett (1955)
- Bill il bandito (The Parson and the Outlaw), regia di Oliver Drake (1957)
- Jack Diamond gangster (The Rise and Fall of Legs Diamond), regia di Budd Boetticher (1960)
- I giovani fucili del Texas (Young Guns of Texas), regia di Maury Dexter (1962)
- McLintock!, regia di Andrew V. McLaglen (1963)
- Duello a Thunder Rock (Stage to Thunder Rock), regia di William F. Claxton (1964)
- La zebra in cucina (Zebra in the Kitchen), regia di Ivan Tors (1965)
- Johnny Reno, regia di R.G. Springsteen (1966)
- Waco una pistola infallibile (Waco), regia di R.G. Springsteen (1966)
- La donna del West (The Ballad of Josie), regia di Andrew V. McLaglen (1967)

### Televisione
- Cowboy G-Men – serie TV, 6 episodi (1952-1953)
- General Electric Theater – serie TV, episodio 2x20 (1954)
- Adventures of Superman - serie TV, un episodio (1956)
- Celebrity Playhouse – serie TV, episodio 1x24 (1956)
- Corky, il ragazzo del circo (Circus Boy) - serie TV, 49 episodi (1956-1958)
- Playhouse 90 - serie TV, 2 episodi (1957)
- 26 Men – serie TV, episodi 1x24-1x26-1x39 (1958)
- Yancy Derringer – serie TV, episodio 1x05 (1958)
- Rescue 8 – serie TV, episodio 1x15 (1958)
- The Further Adventures of Ellery Queen – serie TV, episodio 1x04 (1958)
- Maverick - serie TV, 2 episodi (1958-1959)
- Tales of Wells Fargo - serie TV, 2 episodi (1958-1960)
- Carovane verso il West (Wagon Train) - serie TV, 2 episodi (1958-1960)
- Indirizzo permanente (77 Sunset Strip) - serie TV, 4 episodi (1958-1962)
- The Texan – serie TV, episodio 1x16 (1959)
- Cimarron City – serie TV, episodio 1x24 (1959)
- Avventure lungo il fiume (Riverboat) – serie TV, episodio 1x04 (1959)
- Gli uomini della prateria (Rawhide) - serie TV, 3 episodi (1959-1962)
- Hawaiian Eye - serie TV, 5 episodi (1959-1962)
- The Alaskans – serie TV, episodio 1x31 (1960)
- Philip Marlowe – serie TV, episodio 1x14 (1960)
- Tightrope – serie TV, episodio 1x33 (1960)
- Whispering Smith – serie TV, episodio 1x10 (1961)
- Gunsmoke - serie TV, episodio 8x08 (1962)